# Açude Quandu
Açude Quandu é um açude brasileiro no estado do Ceará, no município de Itapipoca, distrito de Assunção.
Está construído sobre o leito do Riacho Quandu, um dos afluentes do rio Mundaú, a 300 metros de altura acima do nível do mar. Sendo concluído em 1990.
Sua capacidade é de 4.000.000m³.